# Kristine O'Brien
Kristine O'Brien (Clane, Irlanda, 3 de octubre de 1991) es una deportista estadounidense que compite en remo.
Ganó cuatro medallas en el Campeonato Mundial de Remo entre los años 2015 y 2019. Participó en los Juegos Olímpicos de Tokio 2020, ocupando el cuarto lugar en la prueba de ocho con timonel.

## Palmarés internacional
| Campeonato Mundial | Campeonato Mundial      | Campeonato Mundial | Campeonato Mundial |
| Año                | Lugar                   | Medalla            | Prueba             |
| ------------------ | ----------------------- | ------------------ | ------------------ |
| 2015               | Aiguebelette (Francia)  | Medalla de oro     | Cuatro sin timonel |
| 2016               | Róterdam (Países Bajos) | Medalla de plata   | Cuatro sin timonel |
| 2018               | Plovdiv (Bulgaria)      | Medalla de oro     | Ocho con timonel   |
| 2019               | Ottensheim (Austria)    | Medalla de bronce  | Ocho con timonel   |